# Come cani randagi
Come cani randagi (Stray Dogs) è un romanzo di genere thriller drammatico, pubblicato da John Ridley nel 1997.
Il libro è stato tradotto in francese e spagnolo; in italiano è stato pubblicato con il titolo Cani randagi nel 1998 dall'editore Frassinelli e, nel 2002 da Garzanti con titolo Come cani randagi.

## Trama
Il romanzo comincia in una caldissima giornata con il protagonista, John Steward, un solitario vagabondo che, a bordo della sua Mustang Cabriolet del giugno '64, attraversa il deserto dell'Arizona, diretto a Las Vegas per saldare un debito di tredicimila dollari con un mafioso italiano di nome Vesci, il quale, come avvertimento, gli ha fatto mozzare l'anulare e il mignolo della mano sinistra. Un guasto dell'auto costringe John a fermarsi a Sierra, un minuscolo paese sperduto nel deserto, e quindi a lasciare la vettura alle cure dello strambo meccanico Darrell.
In paese John fa la conoscenza della bellissima ed ambigua Grace McKenna, che tenta di sedurlo, e del suo ricco e potente marito Jake, il quale, in seguito al momento di rabbia per il tentativo di ammiccamento della donna, propone a John un accordo inquietante: gli darà una generosa somma di denaro se in cambio ucciderà sua moglie, con la quale ammette di avere un morboso rapporto di amore-odio.
Rendendosi conto di avere a che fare con un individuo non del tutto normale, John rifiuta l'accordo e prosegue per la sua strada, ma le sorprese per lui non sono finite. Infatti, dopo aver perduto tutti i soldi durante una rapina, scopre che Vesci è sulle sue tracce e ha mandato dei gorilla a ucciderlo; viene perfino molestato da un bulletto paranoico che farnetica di attenzioni verso la sua ragazza da parte di John, poi questi è impossibilitato ad andarsene da Sierra a causa del pestifero Darrell, che si rifiuta categoricamente di ridargli l'auto senza prima essere stato pagato. L'uomo si vede quindi costretto a tornare da Jake McKenna e accettare il patto. A questo scopo porta Grace nel deserto, ma una volta lì non ha il coraggio di ucciderla e, tornati a casa di lei, i due fanno l'amore.
A questo punto, quando la disperazione comincia a farsi strada in lui, John viene a conoscenza per bocca di Grace di un fatto importante: Jake ha un'enorme quantità di soldi in una cassaforte nascosta in casa e non si separa mai dalla chiave per aprirla. A questo punto Grace elabora lo stesso patto che Jake gli aveva proposto anzitempo: uccidere il marito per appropriarsi dei soldi. John, sempre più disperato e spaventato, fugge dinnanzi all'accordo con la ragazza e tenta invano di recuperare la sua auto scatenando una furiosa lite con il perfido Darrell; tenta allora, come ultima risorsa, di lasciare il paese prendendo un pullman per il Messico, ma una nuova disavventura (un diverbio con il bullo paranoico incontrato poche ore prima) gli impedisce di andarsene. A questo punto, John, braccato dai gorilla di Vesci che nel frattempo sono arrivati a Sierra, non può fare altro che accettare la proposta fattagli da Grace; nottetempo penetra nella casa della donna entrando dalla porta di servizio, che lei gli ha lasciato aperta, ma ad attenderlo trova Jake, che è a conoscenza del rapporto sessuale che Grace e John hanno avuto. Nella colluttazione che ne consegue, Jake rimane ucciso.
A questo punto John e Grace riescono a trovare i soldi di Jake, e dopo aver recuperato la Mustang, i due fuggono. Ad attenderli poco fuori dal paese c'è però lo sceriffo di Sierra, che ha assistito alla scena svoltasi a casa di Grace e ricatta i due, minacciando di incastrarli o di ucciderli se non divideranno il bottino con lui. Per tutta risposta Grace spara allo sceriffo, e John comincia a temere per la propria vita, rendendosi conto della palese pazzia della donna. Al sorgere del sole, i due si fermano sul ciglio di un burrone fuori dal paese, e dopo aver comunicato a Grace che una volta giunti a destinazione dovranno separarsi, John scarica il cadavere di Jake nel burrone, ma Grace (non viene chiarito se intenzionalmente o accidentalmente) lo spinge facendolo precipitare. Sopravvissuto alla caduta ma con una gamba rotta, John prega invano Grace di aiutarlo ma la donna, impossibilitata ad andarsene con l'auto in quanto è John ad avere le chiavi, lo pianta e decide di andarsene a piedi con i soldi sotto il sole cocente. Il romanzo si conclude con John che beve una birra sdraiato sul fondo del burrone accanto a Jake, aspettando la morte e domandandosi nel frattempo che aspetto avrebbe il cadavere di Grace dopo essere stato ritrovato.

## Opere derivate
Da questo romanzo è stata tratta una versione cinematografica dal titolo U Turn - Inversione di marcia, diretta da Oliver Stone e sceneggiata dallo stesso Ridley, con Sean Penn e Nick Nolte
.

## Edizioni
- (EN) John Ridley, Stray Dogs, New York, Ballantine Books, 1997, ISBN 978-0-345-41345-1.
- John Ridley, Cani randagi, traduzione di Tullio Dobner, Milano: Frassinelli, 1998
- John Ridley, Come cani randagi, collana Narratori moderni, traduzione di B. Bagliano, Milano, Garzanti, 2002, ISBN 88-11-66491-8.
- John Ridley, Come cani randagi, collana Gli elefanti. Thriller, traduzione di B. Bagliano, Milano, Garzanti, 2005, ISBN 88-11-67847-1.